# YouNow

Altes YouNow-Logo

YouNow ([ˈjuːnaːu]; deutsch „DuNun“) ist ein 2011 gegründetes Videoportal des US-amerikanischen Unternehmens YouNow Inc. mit Sitz in New York City und ging aus der Streamingplattform blogTV hervor. Die Benutzer können auf dem Portal kostenlos Live-Streams ansehen, bewerten und selbst streamen.

## Nutzung
YouNow hat nach eigenen Angaben eine große Zahl von Nutzern jüngeren Alters, die entweder selbst Streams (auch Broadcasts genannt) betreiben oder die Streams anderer Nutzer anschauen, bewerten und kommentieren (Netzwerkeffekt). YouNow stieg im Jahr 2015 zum führenden Live-Stream-Portal für Kinder und Jugendliche im Internet auf.

## Funktionsweise
Wer YouNow nutzen möchte, meldet sich mit seinen Facebook-, Gmail-, Apple,- oder Twitter-Kontodaten bei dem Dienst an. Dabei wird der Zugriff auf die E-Mail-Adresse und die Kontaktdaten verlangt. Der Nutzer muss mindestens 13 Jahre alt sein und dies bestätigen, eine Überprüfung erfolgt allerdings nicht. Dann gibt man einen Benutzernamen ein, unter dem man Streamen möchte oder sich am Chat beteiligen kann. Das Chat-Fenster befindet sich rechts neben dem Video-Fenster, in dem der Livestream des Nutzers zu sehen ist. Diesem kann man per Chat Fragen stellen oder Geschenke in Form von Emojis (= Sticker oder Icons) oder Likes senden, um seine Wertschätzung zu zeigen. Dadurch kann der streamende Nutzer in einer Rangliste aufsteigen. Diese ist auch abhängig von der Zuschauerzahl, die sich ständig ändert und abhängig von der Bekanntheit des Nutzers von einigen Wenigen bis zu mehreren Tausend reichen kann. Die meisten Nutzer erzählen von ihrem Alltag, aber es gibt auch einige Nutzer, die Musik spielen, singen oder zeichnen. Auch bekannte Musiker oder Schauspieler nutzen die Möglichkeit, auf YouNow zu Streamen.

## Geschichte
YouNow wurde im Juni 2011 von Adi Sideman gegründet. YouNow kaufte 2013 das Live-Streaming-Unternehmen BlogTV.com, die Benutzerkonten wurden von YouNow übernommen.
In Deutschland wuchs die Nutzung Ende 2014 mit verstärkten Aktivitäten bekannter YouTube-Stars auf YouNow, sodass auch deren Fans die Plattform entdeckten. Im Januar 2015 wurden bereits 16 Millionen Streams aus Deutschland gesendet.
Eine Hacker-Gruppe hat am 23. Mai 2017 über eine Million Nutzerprofile des Live-Streamingdienstes YouNow erbeutet und veröffentlicht. Die Plattform ist vor allem bei Minderjährigen beliebt, die dort oft private Einblicke in ihr Leben ermöglichen.

## Kritik
Obwohl es laut den Nutzungsbedingungen von YouNow nicht erlaubt ist, Streams mit minderjährigen  Protagonisten unter 13 Jahren oder mit sexuellen Inhalten zu zeigen, werden diese Streams, nachdem sie von Zuschauern als unangebracht deklariert wurden, bisweilen nicht rechtzeitig gestoppt. Da bei einer Registrierung keine Altersverifizierung durchgeführt wird, stößt YouNow vor allem bei Jugendschützern und deutschen Medien auf Kritik. Auch Neonazis, deren Live-Sendungen bei YouTube durch die deutschen Behörden untersagt wurden, sind auf YouNow ausgewichen.
2015 wies ein Bericht des Spiegel auf problematische Kontaktversuche zu Minderjährigen auf der Plattform hin. Aufgrund einschlägiger Vorfälle warnte das Bundesfamilienministerium Eltern vor der Nutzung der Plattform durch Kinder und Jugendliche. Im Oktober 2015 sperrte YouNow den Account zweier Streamerinnen, die sexuell anzügliche Nachrichten durch einen Streamer veröffentlichten und mangelnde Unterstützung durch die Plattform beklagten. 2016 veröffentlichte ein Youtuber ein Video von einem offiziellen Usertreffen, in dem eine Minderjährige von einem Puppenspieler auf einer Bühne zur Vornahme sexueller Handlungen an der Puppe angeleitet wurde. Im selben Jahr verbreitete ein Streamer mit von Younow verliehenem Partnerstatus Live-Aufnahmen einer dreizehnjährigen, die sich nach dessen Aufforderung im Glauben, dass ihr vermeintlicher Videochat nur für den Streamer sichtbar sei entkleidete. YouNow verhängt erst nach unter anderem einer Kampagne auf Twitter Sanktionen gegen den Streamer. 2019 kritisierte ein Bericht von Massengeschmack-TV Sicherheitslücken der Plattform und einen unvermindert aktiven Anwenderkreis, der problematische Kontakte zu minderjährigen Nutzern anbahne.
Ebenfalls 2015 fand eine wissenschaftliche Studie zu YouNow mögliche Rechtsverletzungen bei mehr als der Hälfte der untersuchten Streams. Demnach verstoßen ca. 37 % aller Broadcasts aus Deutschland ggf. gegen das Urheberrecht (wegen Musik im Hintergrund), 12 % gegen Persönlichkeitsrechte, weitere 8 % enthalten Beleidigungen oder zeigen Alkohol- oder Drogenkonsum von Minderjährigen und 0,9 % enthielten sexuelle Inhalte. Zudem wird die Anonymität der Zuschauer bemängelt, die mitunter bereits zu anzüglichen Kommentaren führte, die unter anderem Minderjährige zu einer sexuellen Darstellung drängen. Auch das Familienministerium hält „Kommunikationsangebote wie YouNow für hoch problematisch“. Auf Anfrage beteuert YouNow, mithilfe ihres Moderationsteams die Nutzungsbedingungen durchzusetzen.

## Sicherheit und Moderation
Um die Online-Sicherheit innerhalb der Community zu verbessern, verwendet YouNow eine Kombination aus automatisierten Systemen und manueller Überwachung. YouNow überwacht kontinuierlich Broadcasts und kann notwendige Maßnahmen gegen Personen ergreifen, die gegen die Richtlinien verstößt, die in den Community-Richtlinien und den Nutzungsbedingungen festgelegt sind.
YouNow bietet eine Vielzahl von Sicherheitsfunktionen an, darunter die Möglichkeit, andere User zu blockieren, User innerhalb der Chat-Funktion zum Blocken zu bringen und unangemessenes Verhalten zu markieren, um das Live-Moderationsteam von YouNow zu alarmieren. Dieses Team untersucht und bearbeitet Berichte über verletzendes Verhalten und kann Maßnahmen gegen User ergreifen, die gegen die YouNow Regeln verstoßen.
YouNow hat strengere Regeln für Personen unter 18 Jahren und Erwachsene, die mit Minderjährigen auf der Plattform interagieren, und meldet Vorfälle im Zusammenhang mit der Belästigung von Kindern an NCMEC.